# 平岡美津子
平岡 美津子（ひらおか みつこ、1928年（昭和3年）2月23日 - 1945年（昭和20年）10月23日）は、三島由紀夫の妹。17歳で病死し、その死の痛手が青年時代の三島由紀夫の執筆活動に特に大きな影響を与えた。三島の小説や戯曲には、妹をモデル、または投影させた作品が少なからず散見される。

## 生涯
1928年（昭和3年）2月23日、東京市四谷区永住町2番地（現・東京都新宿区四谷4丁目22番）に、父・平岡梓（農商務官僚）と母・倭文重（漢学者・橋健三の次女）との間に長女として誕生。3歳上に、1925年（大正14年）1月14日生まれの兄・公威（のちの三島由紀夫）がいた。1930年（昭和5年）1月19日に弟・千之が生まれる。
1933年（昭和8年）8月、美津子が5歳の時に祖父母の定太郎となつが2、3軒離れた四谷区西信濃町16番地（現・新宿区信濃町8）の借家に住むことになり、8歳の兄・公威がそこへ移り、美津子や千之、両親と別居することになった。
1937年（昭和12年）4月上旬、美津子が9歳の時に両親が渋谷区大山町15番地（現・渋谷区松濤2丁目4番8号）の西洋館風2階建ての借家へ転居するのを機に、12歳の兄・公威もそちらに伴うことになり、美津子や千之と同居することになった。
1944年（昭和19年）3月、4月、16歳の美津子は、19歳の兄・公威と歌舞伎『仮名手本忠臣蔵』『大楠公の最期』『大楠公夫人』『二人袴』などを見に行くなど、仲がいい兄妹であった。1945年（昭和20年）1月10日から東京帝国大学勤労報国隊として群馬県の中島飛行機小泉製作所に勤労動員された兄・公威への手紙でも、芝居を一緒に見にゆくことを綴ったり、普段はお転婆だったが、しおらしく「ワイシャツによいものを同封したとか、ホロリとするやうなこと」を書いたり、兄に頼まれ、兄の愛猫「デコ」の面倒を代りに見ていた。
三輪田高等女学校（現・三輪田学園中学校・高等学校）を経て、聖心女子学院専門部在学中だった1945年（昭和20年）10月10日、17歳の美津子は、学徒動員で疎開されていた図書館の本の運搬作業中、菌を含んだなま水を飲んだのが原因で腸チフスを発病する。同時に発病した学友が5、6人いたが、美津子だけが重篤となった。母・倭文重と公威が交代で看病するが、同月23日、大久保町の避病院（東京都立大久保病院）で死去。兄・公威は号泣した。

## 人物
平岡美津子は、三輪田高等女学校に通っていたが、その時の同級生には、湯浅あつ子の妹・板谷諒子がおり、彼女たちと親しくしていた。美津子が女学生だった当時を知る湯浅あつ子は、三島が妹をとても可愛がり、美津子が三島とは違い、「思ったことをハキハキいえ、きかん坊でイタズラっ子で、平岡家の太陽だった」と述べ、渾名の“ヒラメ”のように、「軽やかに海中を泳ぐがごとく、学校中に明るさをまきちらしながら、楽しげによく遊び、よく学んでいた。頭脳明晰は、まさに平岡家のもので素晴らしかった」と美津子の性格を語っている。
そしてそんな美津子が、勤労動員中に飲んだなま水で体調を崩して、一人だけ腸チフスになり死んでしまった当時と、その後の三島について湯浅あつ子は次のように語っている。
また、美津子と聖心女子学院で同級生だった佐々悌子によると、美津子は、小説家を目指していた兄・公威と、それを大反対していた父親の関係について、「かわいそうなの、うちのお兄ちゃま。（中略）お父さまは、小説家なんかにならずに役人になれっていうし、お兄ちゃまが小説を書いていると、いい顔をしないの。ひどいのよお父さまったら、お兄ちゃまの原稿用紙をみつけると、片っ端から破って捨てちゃうの。ほんとうにかわいそう。（中略）お兄ちゃまがお父さまに反抗すると、想像もつかないほど怒り狂うのよ、お父さまは」と語っていたという。

## 三島由紀夫への影響

### 精神的空白
兄妹の父親の平岡梓は、二人が時々喧嘩をしながらも仲が良く、三島は妹を可愛がり、美津子もそんな兄を敬愛してよく兄の指示に従っていたと語り、美津子が入院した時の三島の看病ぶりについて、「あの時の倅の妹思いと申しますか、その心のやさしさには、僕も倅に手をついてお礼をしてやりたいくらいの気持でした」と述べ、いよいよ美津子が死ぬ時に、「お兄様アリガトウ」とやっと言い残して逝ったのを、三島が妹の口に「吸い込み」をあてながら聞いていた姿を述懐しつつ、その後も、その微かな「アリガトウ」という言葉が耳について離れないと三島が言っていたと語っている。
美津子の早世は、後の三島の生活や文学活動に様々な影響を与えたが、三島は、1945年（昭和20年）から戦後数年にかけての自身の精神的危機状態について次のように語っている。
佐藤秀明は、この一文について、「看病に明け暮れた三島は号泣した。頭が下がるほど一生懸命に看病したと、父の梓は書いている」と述べ、それに比し、三島がごくあっさり書こうとしている分、「三島の内的な昂ぶりが尋常でないことを窺わせる」とし、20歳の三島が、「苦しく辛い感情を引きずって戦後を出発しなければならなかった」と解説している。
三島は他のエッセイ『心ゆする思ひ出――「銀座復興」とメドラノ曲馬』（1953年）でも妹の死について触れており、自決の前年の1969年（昭和44年）1月の『毎日グラフ』のインタビューでは、「泣かれたことがありますか？」と問われ、「昭和二十年に妹が死んだとき以来泣いたことはない」と答えている。

### 恋人・妻選び
様々な証言や恋人選びから、三島が交際した女性や妻には、亡くなった17歳の妹の影をどこかで求めていたような節があるという。
妹・美津子の死後、1946年（昭和21年）6月から1948年（昭和23年）2月頃まで、三島は妹の聖心女学院での同級生だった紀平悌子（佐々淳行の姉）と交際し、また、1950年（昭和25年）10月から1951年（昭和26年）までには、同じく妹の三輪田高等女学校時代の同級生だった板谷諒子と交際をしていた。
また、三島が1954年（昭和29年）8月頃から1957年（昭和32年）5月まで真剣交際していた女性・後藤貞子（旧姓・豊田貞子。19-22歳）について湯浅あつ子は、「彼女はとても美人で、お人形のような顔立ちで、不思議に亡妹美津ちゃんに似ていた」としている。
三島と結婚した杉山瑤子に会ったときの第一印象について美輪明宏は、「私、瑤子さん見たとき、びっくりしましたもの。亡くなった妹さんの写真にそっくりで」と述べている。
川島勝（講談社の編集者で25年間、三島と交流があった）は、自分の妻と美津子が女学校時代の同窓だったことを知った三島から、声をかけられた当時を述懐して次のように語っている。
なお、三島は女性の好きな言葉遣いとして、美津子がよく使っていた、語尾に「ことよ」と付ける言い方に触れている。
杉山瑤子と見合いする前には、美津子のいた聖心女子大学の卒業式を参観し、そこを首席で卒業した正田美智子とお見合いをしたこともあった。

### 確かな存在
三島と妹との関係について野坂昭如は、妹・美津子は三島にとって「確かな存在だった」と述べて、三島が8歳、美津子が5歳までは一緒だったが、ほとんど祖母の部屋に居た三島と美津子は「家庭内別居の状態」で、三島が8歳から12歳までは住まいが別となり、その後、「兄妹の意識はうすいまま」三島が12歳の春にようやく、妹と同居するようになった経緯や資料を辿って次のように解説している。

### 作品への影響
三島の小説や戯曲には、美津子をモデルにしたもの、投影させたものなどが少なからず散見され、以下のようなものがある。
三島は美津子の幽霊を登場させた短編『朝顔』を1951年（昭和26年）に書いているが。『朝顔』には次のような記述がある。
三島の戯曲『朱雀家の滅亡』（1967年）のヒロイン・璃津子（りつこ）を演じた村松英子は、この女学生のヒロインの名が「美津子」と似ていることから、「この作品は先生のノスタルジーですね」と三島に尋ねてみると、三島は優しく微笑し、「そうだよ。僕のノスタルジーだよ」と言ったという。また、三島の戯曲には他にも『美濃子』（1964年）という恋愛劇がある。
短編『岬にての物語』（1946年）は、兄と妹の愛を暗示しているとされている。他にも、短編『家族合せ』（1948年）、『罪びと』（1948年）、長編『幸福号出帆』（1955年）、『音楽』（1964年）、戯曲『熱帯樹』（1960年）など、兄と妹の異性関係、近親相姦を描いた作品がある。粉川宏（集英社の三島担当編集者）は『熱帯樹』に関し、「亡き妹・美津子さんに寄せる思いが、戯曲のかたちで告白されているように感じられてならなかった」とし、瀬戸内寂聴は、「兄と妹の近親相姦を書いた『熱帯樹』という戯曲があるけれど、妹さんを思う気持ちは強かったんですね」と語っている。三島は『熱帯樹』の劇場プログラムの中で、「肉慾にまで高まつた兄妹愛といふものに、私は昔から、もつとも甘美なものを感じつづけて来た」とも記している。
『仮面の告白』の園子は、三島の初恋の女性・三谷邦子（三谷信の妹）がモデルとなっているが、野坂昭如はそれに関し、「園子には、妹の投影があった、犯してはならないというためらいがあった」とし、「しかるに園子は、敗戦後すぐに婚約、その年の暮、結婚している。美津子を作品の中で、娼婦に仕立ててしまうのは、この園子の女心の変転ぶりに、自分がひたむきであっただけ、絶望し軽蔑し、これを、妹にも及ぼしたのだろう」と、三島が短編『家族合せ』（1948年）において、妹を娼婦にしている理由と並行しながら作品分析している。
三島は、短編『罪びと』（1948年）で、リヤカーで荷物運搬中に飲んだ水が原因でチフスになり亡くなるミッション・スクールの「郁子」を登場させているが、この美津子をモデルにしている郁子は主人公の許婚という設定となっている。また、郁子に水を飲むことを勧めた同級生は、主人公と夏休みに避暑地であやまちを犯したという設定で、三島と軽井沢で接吻をした三谷邦子（『仮面の告白』の園子）をモデルとしているが、このことについて村松剛は、「妹の死」と「失恋」という2つの主題が、この小説では混ぜ合わされていると述べている。また、村松剛が、『熱帯樹』に登場する妹の名も「郁子」、『純白の夜』のヒロインのも「郁子」で、この3作品に同じ名前を付けたことに何か特別な意味があるのかと三島に尋ねた時に、「そんなことに気がつくのは、君くらいのものだろう」と三島が苦笑し、そのことについてあまり言いたくないという感じだったので、村松は話題を転じたという。
松本徹は、「天使的な純粋無垢さへの切実な希求」（『苧菟と瑪耶』、『サーカス』、『岬にての物語』、『頭文字』、『盗賊』、『翼』など）と、「退廃的な色彩、同性愛を扱ったもの」（『中世』、『煙草』、『殉教』、『仮面の告白』、『禁色』など）、という2つの三島の相反する作品系列を挙げながら、さらにそこに、もう一つの平行する系列として、「近親相姦を扱ったもの」（『軽王子と衣通姫』、『春子』、『家族合せ』、『火宅』、『灯台』、『聖女』、『熱帯樹』など）を挙げている。そして、『家族合せ』の作中、兄が〈僕の体は十歳の子供にすぎないんだ〉と言う場面に松本は注目し、「彼は〈純潔〉という不能に掴まれた〈十歳の子供〉」で、「してはならぬ行為へと誘われた時、禁忌を犯す恐怖によって、不能に陥ったまま、今に至っている」として以下のように解説している。
そして松本は、「近親相姦とか不能」といったことに言及したが、それは、三島の「感受性が鋭敏で、倫理意識が常人以上に厳しいからこそ、こうなった」と考察しながら、三島が「男が成人する道筋をゆっくり、さまざまな角度から照らし出し、克明に補佐しながら、たどった」とし、その性は詳細に見ると「多面体」であり、「そこから三島は、幾多の優れた作品を生み出している」と解説している。

## 家族・親族
父・平岡梓（農商務官僚）
母・倭文重（漢学者・橋健三の次女）
兄・公威（作家）
弟・千之（外交官）

## 系譜
平岡家系図
| 初代孫左衛門 | 初代孫左衛門 | 初代孫左衛門 | 初代孫左衛門 | 初代孫左衛門 | 初代孫左衛門 |  |  | 2代目孫左衛門 | 2代目孫左衛門 | 2代目孫左衛門 | 2代目孫左衛門 | 2代目孫左衛門 | 2代目孫左衛門 |  |  | 初代利兵衛 | 初代利兵衛 | 初代利兵衛 | 初代利兵衛 | 初代利兵衛 | 初代利兵衛 |  |  | 2代目利兵衛 | 2代目利兵衛 | 2代目利兵衛 | 2代目利兵衛 | 2代目利兵衛 | 2代目利兵衛 |  |  | 3代目利兵衛        | 3代目利兵衛        | 3代目利兵衛        | 3代目利兵衛        | 3代目利兵衛        | 3代目利兵衛        |  |  | 太左衛門 | 太左衛門 | 太左衛門 | 太左衛門 | 太左衛門 | 太左衛門 |  |  |
| 初代孫左衛門 | 初代孫左衛門 | 初代孫左衛門 | 初代孫左衛門 | 初代孫左衛門 | 初代孫左衛門 |  |  | 2代目孫左衛門 | 2代目孫左衛門 | 2代目孫左衛門 | 2代目孫左衛門 | 2代目孫左衛門 | 2代目孫左衛門 |  |  | 初代利兵衛 | 初代利兵衛 | 初代利兵衛 | 初代利兵衛 | 初代利兵衛 | 初代利兵衛 |  |  | 2代目利兵衛 | 2代目利兵衛 | 2代目利兵衛 | 2代目利兵衛 | 2代目利兵衛 | 2代目利兵衛 |  |  | 3代目利兵衛        | 3代目利兵衛        | 3代目利兵衛        | 3代目利兵衛        | 3代目利兵衛        | 3代目利兵衛        |  |  | 太左衛門 | 太左衛門 | 太左衛門 | 太左衛門 | 太左衛門 | 太左衛門 |  |  |
|              |              |              |              |              |              |  |  |               |               |               |               |               |               |  |  |            |            |            |            |            |            |  |  |             |             |             |             |             |             |  |  |                    |                    |                    |                    |                    |                    |  |  |          |          |          |          |          |          |  |  |
|              |              |              |              |              |              |  |  |               |               |               |               |               |               |  |  |            |            |            |            |            |            |  |  |             |             |             |             |             |             |  |  |                    |                    |                    |                    |                    |                    |  |  |          |          |          |          |          |          |  |  |
|              |              |              |              |              |              |  |  | 太吉          | 太吉          | 太吉          | 太吉          | 太吉          | 太吉          |  |  | 萬次郎     | 萬次郎     | 萬次郎     | 萬次郎     | 萬次郎     | 萬次郎     |  |  | こと        | こと        | こと        | こと        | こと        | こと        |  |  |                    |                    |                    |                    |                    |                    |  |  |          |          |          |          |          |          |  |  |
|              |              |              |              |              |              |  |  | 太吉          | 太吉          | 太吉          | 太吉          | 太吉          | 太吉          |  |  | 萬次郎     | 萬次郎     | 萬次郎     | 萬次郎     | 萬次郎     | 萬次郎     |  |  | こと        | こと        | こと        | こと        | こと        | こと        |  |  |                    |                    |                    |                    |                    |                    |  |  |          |          |          |          |          |          |  |  |
|              |              |              |              |              |              |  |  |               |               |               |               |               |               |  |  |            |            |            |            |            |            |  |  |             |             |             |             |             |             |  |  | 公威（三島由紀夫） | 公威（三島由紀夫） | 公威（三島由紀夫） | 公威（三島由紀夫） | 公威（三島由紀夫） | 公威（三島由紀夫） |  |  | 紀子     | 紀子     | 紀子     | 紀子     | 紀子     | 紀子     |  |  |
|              |              |              |              |              |              |  |  |               |               |               |               |               |               |  |  |            |            |            |            |            |            |  |  |             |             |             |             |             |             |  |  | 公威（三島由紀夫） | 公威（三島由紀夫） | 公威（三島由紀夫） | 公威（三島由紀夫） | 公威（三島由紀夫） | 公威（三島由紀夫） |  |  | 紀子     | 紀子     | 紀子     | 紀子     | 紀子     | 紀子     |  |  |
|              |              |              |              |              |              |  |  | 寺岡つる      | 寺岡つる      | 寺岡つる      | 寺岡つる      | 寺岡つる      | 寺岡つる      |  |  | 桜井ひさ   | 桜井ひさ   | 桜井ひさ   | 桜井ひさ   | 桜井ひさ   | 桜井ひさ   |  |  | 萬壽彦      | 萬壽彦      | 萬壽彦      | 萬壽彦      | 萬壽彦      | 萬壽彦      |  |  |                    |                    |                    |                    |                    |                    |  |  |          |          |          |          |          |          |  |  |
|              |              |              |              |              |              |  |  | 寺岡つる      | 寺岡つる      | 寺岡つる      | 寺岡つる      | 寺岡つる      | 寺岡つる      |  |  | 桜井ひさ   | 桜井ひさ   | 桜井ひさ   | 桜井ひさ   | 桜井ひさ   | 桜井ひさ   |  |  | 萬壽彦      | 萬壽彦      | 萬壽彦      | 萬壽彦      | 萬壽彦      | 萬壽彦      |  |  |                    |                    |                    |                    |                    |                    |  |  |          |          |          |          |          |          |  |  |
|              |              |              |              |              |              |  |  |               |               |               |               |               |               |  |  | 定太郎     | 定太郎     | 定太郎     | 定太郎     | 定太郎     | 定太郎     |  |  |             |             |             |             |             |             |  |  | 杉山瑤子           | 杉山瑤子           | 杉山瑤子           | 杉山瑤子           | 杉山瑤子           | 杉山瑤子           |  |  | 威一郎   | 威一郎   | 威一郎   | 威一郎   | 威一郎   | 威一郎   |  |  |
|              |              |              |              |              |              |  |  |               |               |               |               |               |               |  |  | 定太郎     | 定太郎     | 定太郎     | 定太郎     | 定太郎     | 定太郎     |  |  |             |             |             |             |             |             |  |  | 杉山瑤子           | 杉山瑤子           | 杉山瑤子           | 杉山瑤子           | 杉山瑤子           | 杉山瑤子           |  |  | 威一郎   | 威一郎   | 威一郎   | 威一郎   | 威一郎   | 威一郎   |  |  |
|              |              |              |              |              |              |  |  |               |               |               |               |               |               |  |  |            |            |            |            |            |            |  |  | 梓          | 梓          | 梓          | 梓          | 梓          | 梓          |  |  | 美津子             | 美津子             | 美津子             | 美津子             | 美津子             | 美津子             |  |  |          |          |          |          |          |          |  |  |
|              |              |              |              |              |              |  |  |               |               |               |               |               |               |  |  |            |            |            |            |            |            |  |  | 梓          | 梓          | 梓          | 梓          | 梓          | 梓          |  |  | 美津子             | 美津子             | 美津子             | 美津子             | 美津子             | 美津子             |  |  |          |          |          |          |          |          |  |  |
|              |              |              |              |              |              |  |  |               |               |               |               |               |               |  |  | 永井なつ   | 永井なつ   | 永井なつ   | 永井なつ   | 永井なつ   | 永井なつ   |  |  |             |             |             |             |             |             |  |  | 千之               | 千之               | 千之               | 千之               | 千之               | 千之               |  |  |          |          |          |          |          |          |  |  |
|              |              |              |              |              |              |  |  |               |               |               |               |               |               |  |  | 永井なつ   | 永井なつ   | 永井なつ   | 永井なつ   | 永井なつ   | 永井なつ   |  |  |             |             |             |             |             |             |  |  | 千之               | 千之               | 千之               | 千之               | 千之               | 千之               |  |  |          |          |          |          |          |          |  |  |
|              |              |              |              |              |              |  |  |               |               |               |               |               |               |  |  |            |            |            |            |            |            |  |  | 義夫        |             |             |             |             |             |  |  |                    |                    |                    |                    |                    |                    |  |  |          |          |          |          |          |          |  |  |
|              |              |              |              |              |              |  |  |               |               |               |               |               |               |  |  |            |            |            |            |            |            |  |  |             |             |             |             |             |             |  |  |                    |                    |                    |                    |                    |                    |  |  |          |          |          |          |          |          |  |  |
|              |              |              |              |              |              |  |  |               |               |               |               |               |               |  |  | 久太郎     |            |            |            |            |            |  |  |             |             |             |             |             |             |  |  |                    |                    |                    |                    |                    |                    |  |  |          |          |          |          |          |          |  |  |
|              |              |              |              |              |              |  |  |               |               |               |               |               |               |  |  |            |            |            |            |            |            |  |  |             |             |             |             |             |             |  |  |                    |                    |                    |                    |                    |                    |  |  |          |          |          |          |          |          |  |  |
|              |              |              |              |              |              |  |  |               |               |               |               |               |               |  |  |            |            |            |            |            |            |  |  | 義一        |             |             |             |             |             |  |  |                    |                    |                    |                    |                    |                    |  |  |          |          |          |          |          |          |  |  |
|              |              |              |              |              |              |  |  |               |               |               |               |               |               |  |  |            |            |            |            |            |            |  |  |             |             |             |             |             |             |  |  |                    |                    |                    |                    |                    |                    |  |  |          |          |          |          |          |          |  |  |
|              |              |              |              |              |              |  |  |               |               |               |               |               |               |  |  | むめ       | むめ       | むめ       | むめ       | むめ       | むめ       |  |  | 義之        | 義之        | 義之        | 義之        | 義之        | 義之        |  |  |                    |                    |                    |                    |                    |                    |  |  |          |          |          |          |          |          |  |  |
|              |              |              |              |              |              |  |  |               |               |               |               |               |               |  |  | むめ       | むめ       | むめ       | むめ       | むめ       | むめ       |  |  | 義之        | 義之        | 義之        | 義之        | 義之        | 義之        |  |  |                    |                    |                    |                    |                    |                    |  |  |          |          |          |          |          |          |  |  |
|              |              |              |              |              |              |  |  |               |               |               |               |               |               |  |  |            |            |            |            |            |            |  |  | 義顕        |             |             |             |             |             |  |  |                    |                    |                    |                    |                    |                    |  |  |          |          |          |          |          |          |  |  |
|              |              |              |              |              |              |  |  |               |               |               |               |               |               |  |  |            |            |            |            |            |            |  |  |             |             |             |             |             |             |  |  |                    |                    |                    |                    |                    |                    |  |  |          |          |          |          |          |          |  |  |
|              |              |              |              |              |              |  |  |               |               |               |               |               |               |  |  | 田中豊蔵   | 田中豊蔵   | 田中豊蔵   | 田中豊蔵   | 田中豊蔵   | 田中豊蔵   |  |  | 繁          | 繁          | 繁          | 繁          | 繁          | 繁          |  |  |                    |                    |                    |                    |                    |                    |  |  |          |          |          |          |          |          |  |  |
|              |              |              |              |              |              |  |  |               |               |               |               |               |               |  |  | 田中豊蔵   | 田中豊蔵   | 田中豊蔵   | 田中豊蔵   | 田中豊蔵   | 田中豊蔵   |  |  | 繁          | 繁          | 繁          | 繁          | 繁          | 繁          |  |  |                    |                    |                    |                    |                    |                    |  |  |          |          |          |          |          |          |  |  |
|              |              |              |              |              |              |  |  |               |               |               |               |               |               |  |  |            |            |            |            |            |            |  |  | 儀一        |             |             |             |             |             |  |  |                    |                    |                    |                    |                    |                    |  |  |          |          |          |          |          |          |  |  |
|              |              |              |              |              |              |  |  |               |               |               |               |               |               |  |  |            |            |            |            |            |            |  |  |             |             |             |             |             |             |  |  |                    |                    |                    |                    |                    |                    |  |  |          |          |          |          |          |          |  |  |